# 海洋観測艦
海洋観測艦（かいようかんそくかん）は、軍艦の一種にして調査船の一種であり、海洋観測を目的とする艦のことである。艦種記号はAGS（Axiliary OceanoGraphic Research Ship）。主任務は、海底地形や底質、磁気雑音などの対潜戦に影響を及ぼす自然環境のデータ化である。

## 概要
海洋における軍事作戦、特に潜水艦作戦や機雷戦を行うにあたっては、海上のみならず、海中や海底地形の状況についても、十分な把握を行う必要がある。軍事作戦のために、必要な海洋情報を収集する艦が海洋観測艦である。測量艦や民間の海洋調査船とも重複する部分があるが、陸域の測量や生物調査などをほとんど行わず、軍事目的に特化した海洋情報を収集する点が異なる。
主に観測・収集するデータとしては、海底地形・底質や潮流・海流、地磁気、水質（水温・塩分など）である。海底地形や海流は潜水艦の航行や機雷の設置が可能箇所の判別に必要なものであり、水質はソナー探知と密接な影響がある音響伝播の状況を調べるために必要なものである。
艦の装備としては、海洋調査用の観測器具を搭載しているほか、特に海底地形などの調査時に必要な航法装置やスラスタなども装備している場合もある。補助艦船であるために通常は非武装である。
このように潜水艦を超える秘匿性及び戦略性があることから機密保持が求められ、海上自衛隊の艦艇の中でも敷設艦や海洋観測艦、音響測定艦に至っては内部の公開は一切されないことになっている。

## 海上自衛隊の海洋観測艦
- AGS 5101 あかし（退役）

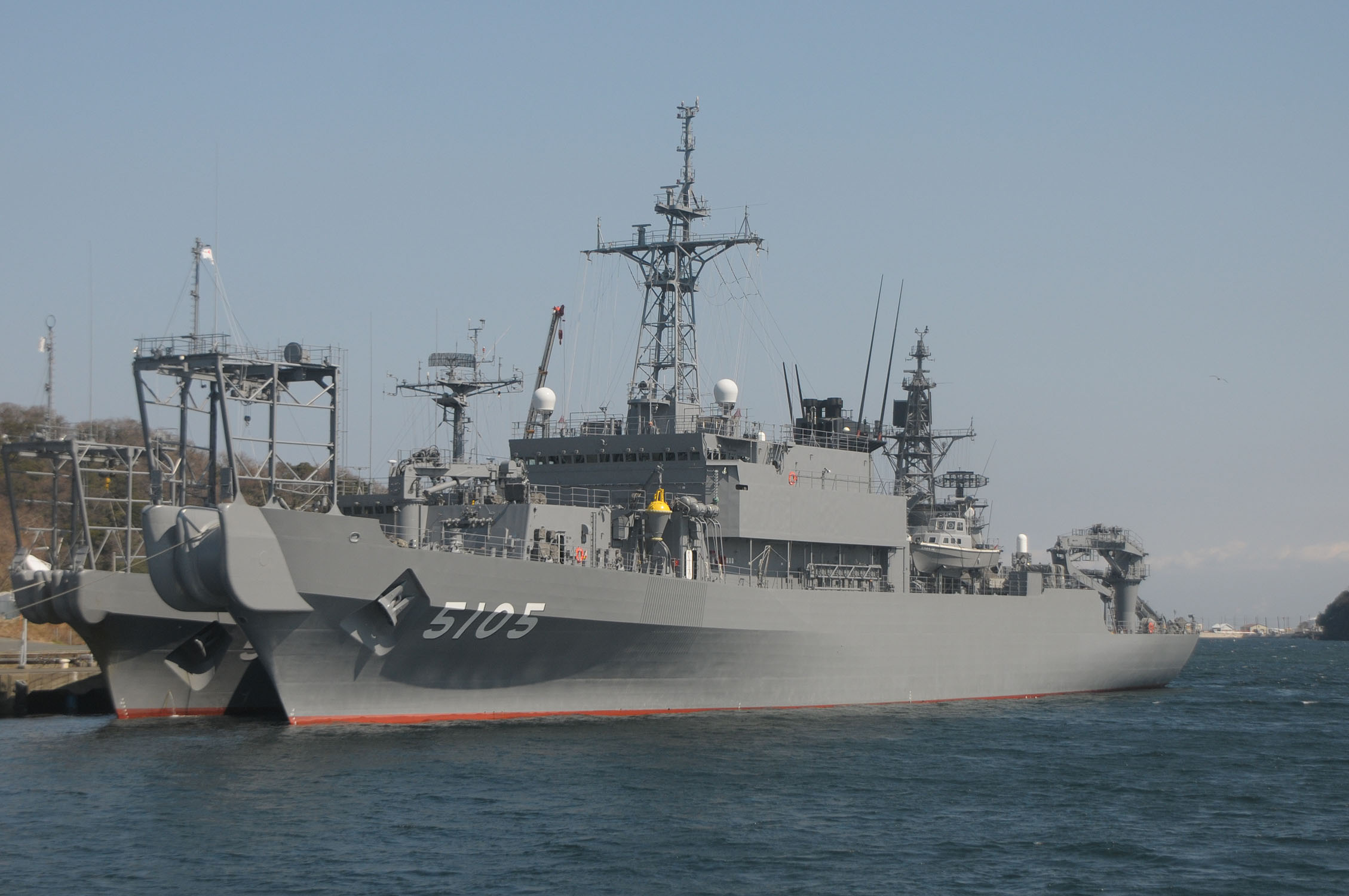
手前 AGS 5105 にちなん
奥 AGS 5104 わかさ

- AGS 5102 ふたみ（ふたみ型）（退役）
- AGS 5103 すま（退役）
- AGS 5104 わかさ（ふたみ型）
- AGS 5105 にちなん
- AGS 5106 しょうなん
- AGS 5107 あかし（建造中）

## アメリカ海軍の海洋観測艦
- パスファインダー級海洋観測艦